# Andreas Pannonius
Andreas Pannonius (en húngaro: Pannonius András; 1420/1430-1471) fue un escritor, grabador y monje cartujo italo-húngaro.

## Biografía
Andreas Pannonius nació alrededor de 1420-1430, presumiblemente en el Reino de Hungría. Andreas Pannonius provenía de una noble familia húngara. En su juventud fue soldado en el ejército del regente de Hungría Juan Hunyadi durante cinco años. En 1445 se unió a la Orden de los Cartujos en Venecia, donde permaneció durante mucho tiempo. En 1459 fue enviado a un monasterio en Bolonia, unos años más tarde a Ferrara. Después de una década fue elegido prior, pero debido a los conflictos desconocidos no cumplió con su deber. En 1471 fue enviado a un convento en Pavía. Como monje, escribió manuscritos importantes para la literatura húngara. Murió en 1471 en Bolonia (Sacro Imperio Romano Germánico).

## Obras
- Expositio super Cantica canticorum Salomonis (1460)
- Libellus de virtutibus Matthiae Corvino dedicatus (1467)
- Libellus super discursu Domini Borsii ducis (1473)